# 1620 Geographos
1620 Geographos је Аполо астероид са пречником од приближно 2,56 .
Афел астероида је на удаљености од 1,663 астрономских јединица (АЈ) од Сунца, а перихел на ,827 АЈ.
Ексцентрицитет орбите износи 0,335, инклинација (нагиб) орбите у односу на раван еклиптике 13,337 степени, а орбитални период износи 507,762 дана (1,390 годину).
Апсолутна магнитуда астероида је 15,60 а геометријски албедо 0,325.
Астероид је откривен 14. септембра 1951. године.